# Love Me (chanson de Justin Bieber)
Pour les articles homonymes, voir Love Me.
Singles de Justin Bieber
One Less Lonely Girl
(2009) Favorite Girl
(2009)
Love Me est une chanson du chanteur canadien Justin Bieber. Elle est sortie exclusivement sur iTunes en tant que premier single exclusivement sorti en numérique, le 26 octobre 2009, et est le troisième single du premier album studio de Justin Bieber, My World. Les paroles du chœur sont extraits de la chanson à succès Lovefool de The Cardigans. La chanson est une chanson synthpop à tempo rapide avec des pointes de dance-pop et de R&B. Elle a été l'une des pistes la mieux reçue de l'album, bien qu'elle soit seulement sortie sur iTunes. La chanson a très bien débuté au Canada et aux États-Unis en rentrant respectivement à la douzième et trente-septième place du Hit-Parade. La chanson est aussi rentrée dans le hit-Parade au Royaume-Uni et en Australie.

## Sortie
Justin avait initialement déclaré que le troisième single de son premier album devait sortir exclusivement sur iTunes, le 27 octobre 2009, et qu'il serait un remix acoustique de son premier single, One Time. Cependant les plans ont été modifiés et une semaine avant sa sortie, Justin a annoncé qu'une nouvelle chanson, Love Me sortirait à la place. Elle est finalement sortie un jour plus tôt, le 26 octobre. Justin a écrit sur Twitter lorsqu'il l'a appris qu'il a lui-même été surpris. Le jour de la sortie de la chanson, elle est devenue, avec Bad Romance de Lady Gaga publié également le même jour, le sujet tendance de la journée sur Twitter.

## ReprésentationsLive
Justin a interprété la chanson de nombreuses fois, dont lors de son passage dans le Fearless Tour, lors de sa tournée de promotion à la radio, et lors de The Early Show sur CBS durant le Super Bowl.

## Classement dans les Hit-Parades
Love Me est ré-entré dans le Billboard Hot 100 à la 86e place la semaine du 9 janvier 2010. Cette même semaine, Love Me est rentrée dans le UK Singles Chart à la 82e place, après le grand nombre de téléchargements dû à la sortie au Royaume-Uni du single One Time. La semaine suivante, Love Me a atteint la 76e place.
| Classement (2009/2010)        | Pic dans les Hit-Parades |
| ----------------------------- | ------------------------ |
| Australian Hitseekers Singles | 12                       |
| Canadian Hot 100              | 12                       |
| UK Singles Chart              | 71                       |
| U.S. Billboard Hot 100        | 15                       |